# Prvenstvo Hrvatske u hokeju na travi 1993./94.
Prvenstvo Hrvatske u Hokeju na travi za 1993./94. je osvojio Marathon iz Zagreba.

## I. liga

### Ljestvica
| mj | klub                       | ut | pob | ner | por | gol+ | gol- | bod |             |
| -- | -------------------------- | -- | --- | --- | --- | ---- | ---- | --- | ----------- |
| 1. | Jedinstvo (Zagreb)         | 12 | 8   | 2   | 2   | 32   | 13   | 18  | doigravanje |
| 2. | Concordia (Zagreb)         | 12 | 7   | 2   | 3   | 24   | 13   | 16  | doigravanje |
| 3. | Marathon (Zagreb)          | 12 | 7   | 1   | 4   | 43   | 23   | 15  | doigravanje |
| 4. | Mladost (Zagreb)           | 12 | 6   | 2   | 4   | 15   | 13   | 14  | doigravanje |
| 5. | Zelina (Sveti Ivan Zelina) | 12 | 5   | 3   | 4   | 24   | 21   | 13  |             |
| 6. | Zagreb (Zagreb)            | 12 | 2   | 1   | 9   | 7    | 35   | 5   |             |
| 7. | Trešnjevka (Zagreb)        | 12 | 1   | 1   | 10  | 7    | 34   | 3   |             |

### Doigravanje
| klub1         | klub2         | rezultati     |
| poluzavršnica | poluzavršnica | poluzavršnica |
| ------------- | ------------- | ------------- |
| Marathon      | Concordia     | 7:1, 2:1      |
| Mladost       | Jedinstvo     | 1:3, 0:6      |
|               |               |               |
| za prvaka     |               |               |
| Marathon      | Jedinstvo     | 2:2, 1:0      |

## II. liga
| mj | klub                          | ut | pob | ner | por | gol+ | gol- | bod |
| -- | ----------------------------- | -- | --- | --- | --- | ---- | ---- | --- |
| 1. | Zelina II (Sveti Ivan Zelina) | 14 | 13  | 0   | 1   | 72   | 13   | 26  |
| 2. | Akademičar (Zagreb)           | 14 | 10  | 2   | 2   | 84   | 18   | 22  |
| 3. | Mladost II (Zagreb)           | 14 | 9   | 2   | 3   | 83   | 18   | 20  |
| 4. | Trešnjevka II (Zagreb)        | 14 | 8   | 1   | 5   | 76   | 42   | 17  |
| 5. | Jedinstvo II (Zagreb)         | 14 | 3   | 4   | 7   | 17   | 34   | 10  |
| 6. | Sloga (Zagreb)                | 14 | 4   | 1   | 9   | 22   | 123  | 9   |
| 7. | Zagreb II (Zagreb)            | 14 | 3   | 1   | 10  | 22   | 64   | 7   |
| 8. | Marathon II (Zagreb)          | 14 | 0   | 1   | 13  | 9    | 73   | 1   |

## Konačni poredak
1. Marathon - Zagreb
2. Jedinstvo - Zagreb
3. Concordia - Zagreb
4. Mladost - Zagreb
5. Zelina - Sveti Ivan Zelina
6. Zagreb - Zagreb
7. Trešnjevka - Zagreb
8. Zelina II - Sveti Ivan Zelina
9. Akademičar - Zagreb
10. Mladost II - Zagreb
11. Trešnjevka II - Zagreb
12. Jedinstvo II - Zagreb
13. Sloga - Zagreb
14. Zagreb II - Zagreb
15. Marathon II - Zagreb